# 이동률
이동률(2000년 6월 9일 ~ )은 대한민국의 축구 선수로, 포지션은 윙어이다. 현 인천 유나이티드 소속이다.

## 클럽 경력
이동률은 제주 유나이티드 FC의 산하 유소년 팀 출신이다. 2019시즌을 앞두고 제주 유나이티드 FC와 계약을 체결하며, 프로에 직행하였다. 이동률은 2020년 8월 26일에 열린 부천 FC 1995와의 경기에서 프로 데뷔골을 기록했다. 2020년 K리그2의 영플레이어상을 수상했다.
2022시즌을 앞두고 서울 이랜드 FC로 이적했다. 4월 2일에 열린 전남 드래곤즈와의 8라운드 경기에서 선제골을 넣으며 팀에서의 데뷔골을 만들었다.

## 수상

### 팀

#### 제주 유나이티드
- K리그2 우승: 2020

### 개인
- K리그2 영플레이어상: 2020